# Герхард фон Йорк
Герхард фон Йорк (*Gerhard von Jork, д/н —після 1322) — 21-й магістр Лівонського ордену в 1309—1322 роках.

## Життєпис
Походив зі шляхетського роду Йорків, васалів герцогства Мекленбург. Про батьків та молоді роки замало відомостей. Народився у замку Йорк (наподолік Штаде). 
Замолоду стає лицарем Лівонського ордену. 1298 році призначається фогтом Езеля. 1305 року стає комтуром феллінським. 1309 року обирається очільником Лівонського ордену.
Перша за все стикнувся з амбіціями ризького архієпископа Фрідріха Пернштейна, що звинувачував Орден в обмеженні своїх сеньйоріальних прав. У відповідь на скаргу останнього 1310 року папа римський Климент V видав буллу, в якій звинувачував керівництво Ордена в зловживаннях. У березні 1312 року до Лівонії прибув папський нунцій, який зажадав, щоб Герхард фон Йорк передав замок Динамюнде ризькому архієпископу. Проте магістру за допомогою грошей і багатих подарунків вдалося переконали папського сановника припинити розслідування. 1313 року за посередництва лівонської знаті та духівництва Герхард фон Йорк замирився з Фрідріхом Пернштейном, але проблема власності Динамюнде лишилася. Того ж року звів замок Динабург. Водночас наказав суттєво зміцнити замок Зегевольд.
У 1314 року отримав вимогу папи римського Іоанна XXII прибути до Авіньйону. Втім очільник лівонського ордену не поспішав це робити. 1316 року Герхард фон Йорк уклав угоду з васалами ризького архієпископа, ризького Домського капітулу з тим, щоб послабити позиції Фрідріха Перштейна по всій Лівонії і залишити його без союзників. Угода отримало назву Зегевальдського союзу. В свою чергу рижани, незадоволені цим союзом здійснили напад на Дюнамюнде, знищивши частину поселення навколо фортеці. Втім Дюнамюнде залишилося під владою Ордену.
Зрештою 1318 року фон Йорк разом з великим магістром Тевтонського ордену Карлом фон Тріром та ризьким архіжпископом прибув до Авіньйону. Внаслідок тривалих перемовин 1319 року Герхард фон Йорк домігся того, що замок Динамюнде залишився у власності Лівонського ордену.
1320 року рішенням Герхарда фон Йорка зведено Роденпойський замок, що захищав шлях на Ригу з боку Литви, а з іншого боку — блокувати Ригу. 1321 року придушив повстання земгалів, остаточно приборкавши цей народ. Того ж року за наказом магістра зведено замки Мезоттен (на місці земгальського городища) та замок Пернау (на лівонському березі річки Пярну) з огляду на військову та торгівельну привабливість місця. 1322 року Йорк склав свої повноваження. Подальша доля невідома.